# Per Frestare

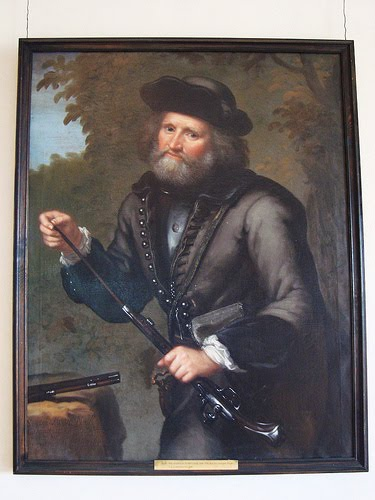

Per (Peter) Andersson Frestare född 18 november 1642 i Torpa socken, död 18 januari 1716 i Kungsör var Karl XI:s livknekt och förtroendeman på Strömsholms slott och Kungsör, hans porträtt målat av Ehrenstrahl finns på Strömsholms slott.
Per Frestare var stalldräng hos Karl X, blev cirka 1671 Karl XI:s livsknekt och förtroendeman på Strömsholm/Kungsör samt Karl XII:s barnvakt.
Per Frestare är begravd inne i Kungsörs kyrka, liket är balsamerat och kan ses i kistan
Per Frestaregården där han bodde finns fortfarande kvar. Per gifte sig 25/1 1671 med Carin Pedersdotter f.1646 tillsammans fick de sju barn varav det sista var en dödfödd son i samband med den sista förlossningen avled även Carin ("död i barnsäng").
Per gifte sig på nytt den 26/4 1688 med Elisabet Falk f.1665, tillsammans fick de tio barn. Elisabet dog 1734 i Kung Karl.
"Flera släktmedlemmar kallade sig Lindell. Den siste med namnet torde ha varit Jacob Fredrik Frestare, hovmästare och taffeltäckare, död genom drunkning 1812." Se boken: Släkten Frestare av Th Hallgrim från 1947.